# Simon Staber
Simon Staber (* 9. April 2001 in Bruck an der Mur) ist ein österreichischer Fußballspieler.

## Karriere
Staber begann seine Karriere beim SC Bruck/Mur. Zur Saison 2013/14 wechselte er in die Jugend des Grazer AK. Zur Saison 2015/16 kam er in die Akademie der Kapfenberger SV. Ab der Saison 2016/17 kam er für den ASC Rapid Kapfenberg II, die Viertmannschaft der KSV, in der siebthöchsten Spielklasse zum Einsatz. Im März 2017 debütierte er für die dritte Mannschaft in der sechstklassigen Unterliga.
Im August 2018 debütierte er gegen den ATV Irdning für die Zweitmannschaft in der fünftklassigen Oberliga. In der Winterpause der Saison 2019/20 rückte er in den Profikader der Kapfenberger. Sein Debüt für die Profis in der 2. Liga gab er im Juni 2020, als er am 21. Spieltag jener Saison gegen den FC Dornbirn 1913 in der Startelf stand. Insgesamt kam er zu 29 Zweitligaeinsätzen, ehe er die KSV nach der Saison 2022/23 verließ.
Im August 2023 ging er dann an die University of Connecticut in die USA und spielte dort neben dem Studium für das Uni-Team Connecticut Huskies.